# Brasil nos Jogos Sul-Americanos de 2018
O Brasil participou dos Jogos Sul-Americanos de 2018 em Cochabamba, Bolívia. Foi a 11ª participação do Brasil nos Jogos Sul-Americanos, tendo participado de todas as edições do evento.
Diferentemente da última edição, quando o objetivo do Brasil foi liderar o quadro de medalhas e preparar os atletas para os Jogos Olímpicos de 2016, o Comitê Olímpico Brasileiro enviou para Cochabamba uma delegação menor com o objetivo de classificar equipes para os Jogos Pan-Americanos de 2019 em eventos que servem de qualificação e preparar jovens atletas nas demais modalidades. A delegação brasileira foi formada por 316 atletas em 28 modalidades diferentes, a sétima maior delegação do evento, atrás de Bolívia, Argentina, Venezuela, Peru, Chile e Colômbia.
Através dos Jogos Sul-Americanos, o Brasil qualificou 62 atletas para os Jogos Pan-Americanos de 2019, em Lima, Peru.

## Medalhas
| Acácio Moreira Filho Alexandro Pozzer Arthur Peão César Almeida Fábio Chiuffa Felipe Borges Felipe Santaela Henrique Teixeira | José Guilherme de Toledo Leonardo Ferreira Leonardo Terçariol Oswaldo Guimarães Rogério Ferreira Rudolph Hackbarth Thiago Ponciano Thiagus Petrus dos Santos |

| Ana Bolzan e Silva Bárbara Arenhart Bruna de Paula Danielle Joia Dayane Rocha Deonise Fachinello Francielle da Rocha Gabriela Moreschi | Jaqueline Anastácio Jéssica Quintino Jéssica Oliveira Mariana Costa Patricia Batista da Silva Patricia Machado Tamires Costa Tamires Morena Lima |

| Amanda Araújo Beatriz Futuro Muhlbauer Bianca Silva Eshyllen Cardoso Haline Scatrut Isadora Cerullo | Leila dos Santos Silva Luiza Campos Mariana Nicolau da Silva Rafaela Zanellato Raquel Kochhann Thalia Costa |

| Anderson Gonçalves da Silva André Patrocínio Bruno Paes Bruno Mendonça Fábio Santana Joaquín Lopez Lucas Paixão Matheus Ferreira | Matheus Francisco Matheus Oliveira Patrick van der Heijden Paulo Rigueira Paulo Batista Junior Rodrigo Faustino Vinicius Vaz Yuri van der Heijden |

## Desempenho

### Atletismo
Embora presentes na delegação, Altobeli Santos e Erica Sena não fizeram parte das listas de partida.
Masculino
| Atleta                                                                         | Evento                   | Primeira fase | Primeira fase | Final     | Final             |
| Atleta                                                                         | Evento                   | Resultado     | Pos.          | Resultado | Pos.              |
| ------------------------------------------------------------------------------ | ------------------------ | ------------- | ------------- | --------- | ----------------- |
| Aldemir da Silva Junior                                                        | 100 metros               | 10.34         | 4º q          | 10.32     | 5º                |
| Vitor Hugo dos Santos                                                          | 100 metros               | 10.24         | 2º Q          | 10.12     | Medalha de bronze |
| Aldemir da Silva Junior                                                        | 200 metros               | 20.23         | 1º Q          | 20.30     | 4º                |
| Vitor Hugo dos Santos                                                          | 200 metros               | 20.49         | 2º Q          | 20.21     | Medalha de prata  |
| Hederson Estefani                                                              | 400 metros               | 47.05         | 2º Q          | 46.15     | 4º                |
| Lucas Carvalho                                                                 | 400 metros               | 47.58         | 1º Q          | 45.61     | Medalha de ouro   |
| Éder Antônio Souza                                                             | 110 metros com barreiras | 14.01         | 3º Q          | 13.70     | 4º                |
| Eduardo de Deus                                                                | 110 metros com barreiras | 13.57         | 1º Q          | 13.44     | Medalha de ouro   |
| Hederson Estefani                                                              | 400 metros com barreiras | 51.57         | 1º Q          | DNS       | DNS               |
| Márcio Teles                                                                   | 400 metros com barreiras | 50.90         | 1º Q          | 49.78     | Medalha de bronze |
| Lucas Carvalho Vitor Hugo dos Santos Aldemir da Silva Junior Felipe dos Santos | Revezamento 4x100 metros | —             | —             | 39.54     | Medalha de bronze |
| Alexsandro Melo                                                                | Salto em distância       | —             | —             | 8,09      | Medalha de bronze |
| Paulo Sérgio Oliveira                                                          | Salto em distância       | —             | —             | 8,12      | Medalha de prata  |
| Almir dos Santos                                                               | Salto triplo             | —             | —             | DNS       | DNS               |
| Mateus Sá                                                                      | Salto triplo             | —             | —             | 16,76     | Medalha de prata  |
| Fernando Ferreira                                                              | Salto em altura          | —             | —             | 2,25      | Medalha de prata  |
| Talles Silva                                                                   | Salto em altura          | —             | —             | 2,22      | 4º                |
| Augusto Dutra Oliveira                                                         | Salto com vara           | —             | —             | 5,50      | Medalha de ouro   |
| Darlan Romani                                                                  | Arremesso de peso        | —             | —             | 21,21     | Medalha de ouro   |
| Douglas Junior dos Reis                                                        | Lançamento de disco      | —             | —             | 51,76     | 4º                |
| Allan Wolski                                                                   | Lançamento de martelo    | —             | —             | 71,51     | 5º                |
| Wagner Domingos                                                                | Lançamento de martelo    | —             | —             | 72,53     | Medalha de bronze |

Eventos combinados - Decatlo
| Atleta            | Evento    | 100 m | SD   | AP    | SA   | 400 m | 110B  | AD    | SV   | LD    | 1500 m  | Final     | Pos.              |
| ----------------- | --------- | ----- | ---- | ----- | ---- | ----- | ----- | ----- | ---- | ----- | ------- | --------- | ----------------- |
| Felipe dos Santos | Resultado | 10.51 | 7,30 | 12,47 | 2,04 | 48.89 | 13.88 | 41,94 | 4,70 | 50,24 | 5:23.13 | 7739 pts. | Medalha de bronze |
| Felipe dos Santos | Pontos    | 973   | 886  | 645   | 840  | 866   | 990   | 704   | 819  | 592   | 434     | 7739 pts. | Medalha de bronze |

Feminino
| Atleta                      | Evento                   | Primeira fase | Primeira fase | Final     | Final             |
| Atleta                      | Evento                   | Resultado     | Pos.          | Resultado | Pos.              |
| --------------------------- | ------------------------ | ------------- | ------------- | --------- | ----------------- |
| Rosângela Santos            | 100 metros               | 11.39         | 3º Q          | 11.39     | 6º                |
| Vitória Cristina Rosa       | 100 metros               | 11.18         | 2º Q          | 11.23     | Medalha de bronze |
| Vitória Cristina Rosa       | 200 metros               | —             | —             | 22.87     | Medalha de ouro   |
| Geisa Coutinho              | 400 metros               | 52.90         | 1º Q          | 52.93     | Medalha de prata  |
| Tatiele Roberta de Carvalho | 5000 metros              | —             | —             | DNF       | DNF               |
| Tatiele Roberta de Carvalho | 10000 metros             | —             | —             | 37:31.36  | 5º                |
| Fabiana Moraes              | 100 metros com barreiras | 13.56         | 3º Q          | 13.40     | 4º                |
| Eliane Martins              | Salto em distância       | —             | —             | 6,66      | Medalha de prata  |
| Jéssica Carolina Oliveira   | Salto em distância       | —             | —             | 6,56      | 4º                |
| Núbia Soares                | Salto triplo             | —             | —             | 14,59     | Medalha de ouro   |
| Valdiléia Martins           | Salto em altura          | —             | —             | 1,83      | Medalha de prata  |
| Juliana Campos              | Salto com vara           | —             | —             | 4,20      | Medalha de prata  |
| Geisa Arcanjo               | Arremesso de peso        | —             | —             | 17,30     | Medalha de bronze |
| Andressa de Morais          | Lançamento de disco      | —             | —             | 58,86     | Medalha de ouro   |
| Fernanda Borges             | Lançamento de disco      | —             | —             | 57,29     | Medalha de prata  |
| Eloah Scramin               | Lançamento de dardo      | —             | —             | 57,42     | Medalha de bronze |
| Laila Ferrer                | Lançamento de dardo      | —             | —             | 60,25     | Medalha de ouro   |
| Mariana Grasielly           | Lançamento de martelo    | —             | —             | 66,01     | 4º                |

Eventos combinados - Heptatlo
| Atleta            | Evento    | 100 m | SA   | AP    | 200 m | SD   | LD    | 800 m   | Final | Pos.            |
| ----------------- | --------- | ----- | ---- | ----- | ----- | ---- | ----- | ------- | ----- | --------------- |
| Giovana Cavaletti | Resultado | 13.80 | 1,80 | 13,00 | 24.09 | 6,10 | 40,12 | 2:18.26 | 6081  | Medalha de ouro |
| Giovana Cavaletti | Pontos    | 1007  | 978  | 727   | 972   | 880  | 670   | 847     | 6081  | Medalha de ouro |

### Badminton
Masculino
| Atleta                                 | Evento  | Primeira rodada      | Oitavas de final     | Quartas de final          | Semifinal                      | Final                       | Final            |
| Atleta                                 | Evento  | Adversário resultado | Adversário resultado | Adversário resultado      | Adversário resultado           | Adversário resultado        | Pos.             |
| -------------------------------------- | ------- | -------------------- | -------------------- | ------------------------- | ------------------------------ | --------------------------- | ---------------- |
| Ygor Coelho de Oliveira                | Simples | Bye                  | BOL Olmos V 2–0      | PER Mini V 2–0            | PER Guevara V 2–0              | BRA Pomoceno V 2–1          | Medalha de ouro  |
| Artur Pomoceno                         | Simples | Bye                  | SUR Tong V 2–0       | CHI Ortiz V 2–0           | PER la Torre V 2–0             | BRA Coelho D 1–2            | Medalha de prata |
| Ygor Coelho de Oliveira Artur Pomoceno | Duplas  | —                    | Bye                  | BOL Pardo BOL Olmos V 2–0 | PER Guevara PER la Torre V 2–0 | PER Barrueto PER Mini V 2–0 | Medalha de ouro  |

Feminino
| Atleta                         | Evento  | Oitavas de final             | Quartas de final                 | Semifinal                       | Final                          | Final            |
| Atleta                         | Evento  | Adversário resultado         | Adversário resultado             | Adversário resultado            | Adversário resultado           | Pos.             |
| ------------------------------ | ------- | ---------------------------- | -------------------------------- | ------------------------------- | ------------------------------ | ---------------- |
| Fabiana da Silva               | Simples | ARG Berruezo V 2–0           | VEN Llamas V 2–0                 | PER Salazar V 2–0               | PER Macías V 2–0               | Medalha de ouro  |
| Fabiana da Silva Luana Vicente | Duplas  | VEN Ortiz VEN Martínez V 2–0 | BOL Barrientos BOL Siviora V 2–0 | PER Castillo PER la Torre V 2–0 | PER Macías PER Nishimura D 0–2 | Medalha de prata |

Misto
| Atleta                       | Evento        | Oitavas de final                 | Quartas de final            | Semifinal                      | Final                            | Final            |
| Atleta                       | Evento        | Adversário resultado             | Adversário resultado        | Adversário resultado           | Adversário resultado             | Pos.             |
| ---------------------------- | ------------- | -------------------------------- | --------------------------- | ------------------------------ | -------------------------------- | ---------------- |
| Artur Pomoceno Luana Vicente | Duplas mistas | ARG Delmastro ARG Berruezo V 2–0 | PER Mini PER la Torre V 2–1 | VEN Sánchez VEN Martínez V 2–0 | PER la Torre PER Nishimura D 0–2 | Medalha de prata |

Equipes
| Atletas                                                               | Evento         | Fase de Grupos       | Fase de Grupos       | Fase de Grupos | Semifinal            | Final                | Final           |
| Atletas                                                               | Evento         | Adversário resultado | Adversário resultado | Pos.           | Adversário resultado | Adversário resultado | Pos.            |
| --------------------------------------------------------------------- | -------------- | -------------------- | -------------------- | -------------- | -------------------- | -------------------- | --------------- |
| Artur Pomoceno Fabiana da Silva Luana Vicente Ygor Coelho de Oliveira | Equipes mistas | CHI Chile V 5–0      | BOL Bolívia V 5–0    | 1º             | VEN Venezuela V 3–0  | PER Peru V 3–1       | Medalha de ouro |

### Boliche
Individual
| Atleta                 | Evento    | Qualificação        | Qualificação        | Qualificação        | Qualificação        | Qualificação        | Qualificação        | Qualificação         | Qualificação         | Qualificação         | Qualificação         | Qualificação         | Qualificação         | Qualificação | Qualificação | Qualificação | Quartas de final     | Semifinais           | Final                | Final             |
| Atleta                 | Evento    | Bloco 1 (Jogos 1–6) | Bloco 1 (Jogos 1–6) | Bloco 1 (Jogos 1–6) | Bloco 1 (Jogos 1–6) | Bloco 1 (Jogos 1–6) | Bloco 1 (Jogos 1–6) | Bloco 2 (Jogos 7–12) | Bloco 2 (Jogos 7–12) | Bloco 2 (Jogos 7–12) | Bloco 2 (Jogos 7–12) | Bloco 2 (Jogos 7–12) | Bloco 2 (Jogos 7–12) | Total        | Média        | Pos.         | Quartas de final     | Semifinais           | Final                | Final             |
| Atleta                 | Evento    | 1                   | 2                   | 3                   | 4                   | 5                   | 6                   | 7                    | 8                    | 9                    | 10                   | 11                   | 12                   | Total        | Média        | Pos.         | Adversário resultado | Adversário resultado | Adversário resultado | Pos.              |
| ---------------------- | --------- | ------------------- | ------------------- | ------------------- | ------------------- | ------------------- | ------------------- | -------------------- | -------------------- | -------------------- | -------------------- | -------------------- | -------------------- | ------------ | ------------ | ------------ | -------------------- | -------------------- | -------------------- | ----------------- |
| Marcelo Suartz         | Masculino | 188                 | 156                 | 181                 | 174                 | 244                 | 184                 | 214                  | 165                  | 218                  | 224                  | 161                  | 155                  | 2264         | 188,6        | 8º           | VEN Ruiz D 575–588   | Não avançou          | Não avançou          | 5º                |
| Renan Zoghaib Ferreira | Masculino | 175                 | 211                 | 188                 | 210                 | 216                 | 212                 | 157                  | 212                  | 230                  | 180                  | 211                  | 172                  | 2374         | 197,8        | 6º           | ARU Roos V 643–617   | VEN Ruiz D 324–442   | Não avançou          | Medalha de bronze |

Duplas
| Atlete                                | Evento    | Bloco 1 (Jogos 1–6) | Bloco 1 (Jogos 1–6) | Bloco 1 (Jogos 1–6) | Bloco 1 (Jogos 1–6) | Bloco 1 (Jogos 1–6) | Bloco 1 (Jogos 1–6) | Bloco 1 (Jogos 1–6) | Bloco 1 (Jogos 1–6) | Bloco 2 (Jogos 7–12) | Bloco 2 (Jogos 7–12) | Bloco 2 (Jogos 7–12) | Bloco 2 (Jogos 7–12) | Bloco 2 (Jogos 7–12) | Bloco 2 (Jogos 7–12) | Bloco 2 (Jogos 7–12) | Bloco 2 (Jogos 7–12) | Total geral | Pos. |
| Atlete                                | Evento    | 1                   | 2                   | 3                   | 4                   | 5                   | 6                   | Total               | Média               | 7                    | 8                    | 9                    | 10                   | 11                   | 12                   | Total                | Média                | Total geral | Pos. |
| ------------------------------------- | --------- | ------------------- | ------------------- | ------------------- | ------------------- | ------------------- | ------------------- | ------------------- | ------------------- | -------------------- | -------------------- | -------------------- | -------------------- | -------------------- | -------------------- | -------------------- | -------------------- | ----------- | ---- |
| Marcelo Suartz Renan Zoghaib Ferreira | Masculino | 342                 | 391                 | 357                 | 390                 | 417                 | 369                 | 2266                | 377,6               | 375                  | 318                  | 448                  | 352                  | 394                  | 360                  | 2247                 | 374,5                | 4513        | 4º   |

### Boxe
Masculino
| Atleta                           | Evento | Oitavas              | Quartas               | Semifinais           | Final                | Final             |
| Atleta                           | Evento | Adversário resultado | Adversário resultado  | Adversário resultado | Adversário resultado | Pos.              |
| -------------------------------- | ------ | -------------------- | --------------------- | -------------------- | -------------------- | ----------------- |
| Arilson Gonçalves                | -56 kg | Bye                  | VEN Fiñol D 2–3       | Não avançou          | Não avançou          | 5º                |
| Wanderson de Oliveira            | -60 kg | —                    | PAN Sánchez V 5–(RSC) | ECU Bennet V 5–0     | VEN Machado V 5–0    | Medalha de ouro   |
| Luiz Fernando Rodrigues da Silva | -69 kg | —                    | ARG Verón V 5–0       | CHI Jara V 5–0       | VEN Mestre D 0–5     | Medalha de prata  |
| Hebert Sousa                     | -75 kg | —                    | ARG Almirón V 5–0     | COL Palacios D 1–4   | Não avançou          | Medalha de bronze |
| Cleverton Melo                   | -81 kg | —                    | Bye                   | VEN Korbaj D 0–5     | Não avançou          | Medalha de bronze |
| Abner Teixeira                   | -91 kg | —                    | COL Blanco D 1–4      | Não avançou          | Não avançou          | 5º                |

Feminino
| Atleta            | Evento | Oitavas              | Quartas              | Semifinais             | Final                | Final             |
| Atleta            | Evento | Adversário resultado | Adversário resultado | Adversário resultado   | Adversário resultado | Pos.              |
| ----------------- | ------ | -------------------- | -------------------- | ---------------------- | -------------------- | ----------------- |
| Graziele de Sousa | -51 kg | —                    | ARG Lescurat V 5–1   | VEN Rojas D 0–5        | Não avançou          | Medalha de bronze |
| Beatriz Ferreira  | -60 kg | Bye                  | ARG Sánchez V 5–0    | ECU Espinoza V 0–(RSC) | COL Castañeda V 5–0  | Medalha de ouro   |

### Canoagem
Nesta edição da canoagem foram disputadas somente as provas de velocidade.
Masculino
| Atleta                                                                     | Evento     | Final   | Final            |
| Atleta                                                                     | Evento     | Tempo   | Pos.             |
| -------------------------------------------------------------------------- | ---------- | ------- | ---------------- |
| Isaquias Queiroz                                                           | C-1 1000 m | 4:18.81 | Medalha de ouro  |
| Erlon Silva Isaquias Queiroz                                               | C-2 1000 m | 3:44.07 | Medalha de ouro  |
| Edson da Silva                                                             | K-1 200 m  | 36.72   | Medalha de prata |
| Vagner Souta                                                               | K-1 1000 m | 3:57.77 | Medalha de prata |
| Edson da Silva Roberto Maehler                                             | K-2 1000 m | 3:29.27 | Medalha de prata |
| Edson da Silva Pedro Henrique Helena da Costa Roberto Maehler Vagner Souta | K-4 500 m  | 1:25.74 | Medalha de ouro  |

Feminino
| Atleta                                                    | Evento    | Final   | Final             |
| Atleta                                                    | Evento    | Tempo   | Pos.              |
| --------------------------------------------------------- | --------- | ------- | ----------------- |
| Valdenice do Nascimento                                   | C-1 200 m | 49.39   | Medalha de prata  |
| Andrea Santos de Oliveira Angela Aparecida Elias da Silva | C-2 500 m | 2:08.53 | Medalha de prata  |
| Ana Paula Vergutz                                         | K-1 200 m | 44.81   | Medalha de bronze |
| Ana Paula Vergutz                                         | K-1 500 m | 1:58.87 | Medalha de ouro   |
| Ana Paula Vergutz Cinara Camargo                          | K-2 500 m | 1:52.29 | Medalha de prata  |

### Caratê
Masculino
| Atleta                     | Evento          | Oitavas de final     | Quartas de final      | Semifinal             | Final / Disp. Bronze | Final / Disp. Bronze |
| Atleta                     | Evento          | Adversário resultado | Adversário resultado  | Adversário resultado  | Adversário resultado | Pos.                 |
| -------------------------- | --------------- | -------------------- | --------------------- | --------------------- | -------------------- | -------------------- |
| Williames Santos           | Kata individual | —                    | BOL Jumiel V 5–0      | VEN Fernández D 0–5   | PER Alfaro D 3–2     | 5º                   |
| Douglas Brose              | -60 kg          | Bye                  | PER Quintanilla V 3–1 | PER Butto D 1–3       | ARG Farah D 0–8      | 5º                   |
| Vinicius Figueira          | -67 kg          | —                    | COL Gutiérrez V 1–0   | ECU Acosta V 2–1      | VEN Delgado D 3–4    | Medalha de prata     |
| Hernani Veríssimo          | -75 kg          | Bye                  | VEN Fajardo V 5–4     | PAR A. Amarilla V 4–1 | COL Avenia D 2–3     | Medalha de prata     |
| Kaique Rodrigues           | -84 kg          | Bye                  | BOL Chávez D 1–8      | Não avançou           | Não avançou          | 7º                   |
| Paulo Victor Torres Campos | +84 kg          | Bye                  | ARG Pérez D 0–8       | Não avançou           | Não avançou          | 7º                   |

Feminino
| Atleta                       | Evento          | Oitavas de final     | Quartas de final     | Semifinal             | Final / Disp. Bronze | Final / Disp. Bronze |
| Atleta                       | Evento          | Adversário resultado | Adversário resultado | Adversário resultado  | Adversário resultado | Pos.                 |
| ---------------------------- | --------------- | -------------------- | -------------------- | --------------------- | -------------------- | -------------------- |
| Nicole Mota                  | Kata individual | Bye                  | BOL Terceros V 4–1   | VEN Moyeda D 1–4      | —                    | Medalha de bronze    |
| Giovanna Feroldi             | -50 kg          | Bye                  | PER Arias V 4–1      | PAR L. Amarilla D 1–2 | CHI Piutrin V 3–2    | Medalha de bronze    |
| Valéria Kumizaki             | -55 kg          | COL Martínez V 2–1   | CHI Aros V 7–2       | PAR Y. Amarilla V 7–1 | PAR Silva V 0–0 (J)  | Medalha de ouro      |
| Érica Santos                 | -61 kg          | Bye                  | COL Arbeláez V 4–2   | ECU Henao D 0–0 (J)   | VEN Tovar V 1–0      | Medalha de bronze    |
| Gabriella Sepe               | -68 kg          | Bye                  | ECU Nieto V 1–0      | CHI Zhang D 2–3       | ARG Romero V 2–0     | Medalha de bronze    |
| Isabela dos Santos Rodrigues | +68 kg          | Bye                  | COL Doncel D 1–2     | Não avançou           | Não avançou          | 7º                   |

### Ciclismo

#### Ciclismo de estrada
Masculino
| Atleta            | Evento             | Final    | Final |
| Atleta            | Evento             | Tempo    | Pos.  |
| ----------------- | ------------------ | -------- | ----- |
| Fabio Dalamaria   | Corrida em estrada | DNF      | DNF   |
| Leonardo Finkler  | Corrida em estrada | DNF      | DNF   |
| Ricardo Dalamaria | Corrida em estrada | DNF      | DNF   |
| Leonardo Finkler  | Contra o relógio   | 54:46.97 | 11º   |

Feminino
| Atleta             | Evento             | Final   | Final |
| Atleta             | Evento             | Tempo   | Pos.  |
| ------------------ | ------------------ | ------- | ----- |
| Talita de Oliveira | Corrida em estrada | 2:04.06 | 28º   |
| Thayná de Lima     | Corrida em estrada | DNF     | DNF   |
| Wellyda Rodrigues  | Corrida em estrada | 1:59.29 | 21º   |

#### Ciclismo de pista
Velocidade individual
| Atleta              | Evento    | Qualificação            | Qualificação | Oitavas de final                   | Repescagem                         | Quartas de final                   | Semifinais                         | Final                              | Final |
| Atleta              | Evento    | Tempo Velocidade (km/h) | Pos.         | Tempo adversário Velocidade (km/h) | Tempo adversário Velocidade (km/h) | Tempo adversário Velocidade (km/h) | Tempo adversário Velocidade (km/h) | Tempo adversário Velocidade (km/h) | Pos.  |
| ------------------- | --------- | ----------------------- | ------------ | ---------------------------------- | ---------------------------------- | ---------------------------------- | ---------------------------------- | ---------------------------------- | ----- |
| Flávio Cipriano     | Masculino | 9.985 72,108            | 12º Q        | COL Puerta D 10.140 71,006         | D 10.755 66,946                    | Não avançou                        | Não avançou                        | Não avançou                        | 9º    |
| João Vitor da Silva | Masculino | 9.957 72,311            | 11º Q        | VEN Canelón D 10.625 67,765        | D 10.324 69,740                    | Não avançou                        | Não avançou                        | Não avançou                        | 9º    |
| Kacio Fonseca       | Masculino | 9.738 73,937            | 6º Q         | ARG Botasso V 10.201 70,581        | Bye                                | COL Chavarro D 9.895 72,764        | Não avançou                        | Não avançou                        | 5º    |
| Carolina Nascimento | Feminino  | 11.281 63,824           | 8º Q         | —                                  | —                                  | COL Bayona D 11.287 63,790         | Não avançou                        | Não avançou                        | 5º    |
| Gabriela Yumi       | Feminino  | 11.172 64,447           | 7º Q         | —                                  | —                                  | VEN Vilera D 11.576 62,198         | Não avançou                        | Não avançou                        | 5º    |

Velocidade por equipes
| Atletas                                           | Evento    | Qualificação            | Qualificação | Finais                             | Finais            |
| Atletas                                           | Evento    | Tempo Velocidade (km/h) | Pos.         | Tempo adversário Velocidade (km/h) | Pos.              |
| ------------------------------------------------- | --------- | ----------------------- | ------------ | ---------------------------------- | ----------------- |
| Flávio Cipriano João Vitor da Silva Kacio Fonseca | Masculino | 44.337 60,897           | 4º FB        | ARG Argentina V 43.877 61,536      | Medalha de bronze |
| Carolina Nascimento Gabriela Yumi                 | Femininos | 34.864 51,629           | 4º FB        | VEN Venezuela D 34.232 52,582      | 4º                |

Keirin
| Atleta              | Evento    | 1ª rodada | Repescagem | Final             |
| Atleta              | Evento    | Pos.      | Pos.       | Pos.              |
| ------------------- | --------- | --------- | ---------- | ----------------- |
| Flávio Cipriano     | Masculino | 2º FA     | —          | 4º                |
| Kacio Fonseca       | Masculino | 3º FA     | —          | 6º                |
| Carolina Nascimento | Feminino  | 3º R      | 3º         | Não avançou       |
| Gabriela Yumi       | Feminino  | 4º R      | 2º Q       | Medalha de bronze |

Omnium
| Atleta            | Evento    | Scratch race | Scratch race | Corrida de eliminação | Corrida de eliminação | Tempo race | Tempo race | Corrida de pontos | Corrida de pontos | Total de pontos | Pos.              |
| Atleta            | Evento    | Pontos       | Pos.         | Pontos                | Pos.                  | Pontos     | Pos.       | Pontos            | Pos.              | Total de pontos | Pos.              |
| ----------------- | --------- | ------------ | ------------ | --------------------- | --------------------- | ---------- | ---------- | ----------------- | ----------------- | --------------- | ----------------- |
| Ricardo Dalamaria | Masculino | 8º           | 24           | 8º                    | 26                    | 8º         | 26         | 2º                | 52                | 128             | 6º                |
| Wellyda Rodrigues | Feminino  | 6º           | 30           | 6º                    | 30                    | 6º         | 30         | 1º                | 43                | 133             | Medalha de bronze |

#### Mountain bike
| Atleta                | Evento                  | Final   | Final            |
| Atleta                | Evento                  | Tempo   | Pos.             |
| --------------------- | ----------------------- | ------- | ---------------- |
| Luiz Henrique Cocuzzi | Cross-country masculino | 1:28:03 | Medalha de prata |
| Bruna Saalfeld Elias  | Cross-country feminino  | 1:19:11 | 8º               |

#### Ciclismo BMX
| Atleta                           | Evento       | Premilinares | Premilinares | Semifinal | Final  | Final |
| Atleta                           | Evento       | Tempo        | Pos.         | Pos.      | Pontos | Pos.  |
| -------------------------------- | ------------ | ------------ | ------------ | --------- | ------ | ----- |
| Anderson Ezequiel de Souza Filho | BMX feminino | 29.006       | 3º           | 4º        | 0      | DNF   |
| Julia Alves dos Santos           | BMX feminino | 34.341       | 4º           | —         | 10     | 4º    |

### Esgrima
Masculino
| Atleta                                              | Evento              | Fase de grupos | Oitavas de final      | Quartas de final     | Semifinais            | Final                 | Final            |
| Atleta                                              | Evento              | Pos.           | Adversário resultado  | Adversário resultado | Adversário resultado  | Adversário resultado  | Pos.             |
| --------------------------------------------------- | ------------------- | -------------- | --------------------- | -------------------- | --------------------- | --------------------- | ---------------- |
| Athos Schwantes                                     | Espada individual   | 4º             | PER Biel V 15–11      | ARG Ruggeri V 15–12  | ARG Domínguez V 15–9  | VEN E. Limardo D 8–15 | Medalha de prata |
| Nicolas Ferreira                                    | Espada individual   | 4º             | VEN E. Limardo D 9–15 | Não avançou          | Não avançou           | Não avançou           | 9º               |
| Guilherme Toldo                                     | Florete individual  | 1º             | Bye                   | BRA Marques V 15–7   | CHI Zamora V 15–10    | VEN Leal V 15–10      | Medalha de ouro  |
| Henrique Marques                                    | Florete individual  | 3º             | CHI Quinteros V 15–7  | BRA Toldo D 7–15     | Não avançou           | Não avançou           | 5º               |
| Enrico Pezzi                                        | Sabre individual    | 4º             | COL Benítez D 8–15    | Não avançou          | Não avançou           | Não avançou           | 7º               |
| William Zeytounlian                                 | Sabre individual    | 3º             | CHI García V 15–14    | VEN Parra D 3–15     | Não avançou           | Não avançou           | 5º               |
| Athos Schwantes Bernardo Schwuchow Nicolas Ferreira | Espada por equipes  | —              | —                     | CHI Chile V 45–35    | VEN Venezuela D 26–45 | COL Colômbia D 37–45  | 4º               |
| Guilherme Toldo Heitor Shimbo Henrique Marques      | Florete por equipes | —              | —                     | BOL Bolívia V 45–13  | COL Colômbia V 45–26  | CHI Chile V 45–41     | Medalha de ouro  |

Feminino
| Atleta                                               | Evento              | Fase de grupos | Segunda fase         | Oitavas de final       | Quartas de final     | Semifinais           | Final                | Final             |
| Atleta                                               | Evento              | Pos.           | Adversário resultado | Adversário resultado   | Adversário resultado | Adversário resultado | Adversário resultado | Pos.              |
| ---------------------------------------------------- | ------------------- | -------------- | -------------------- | ---------------------- | -------------------- | -------------------- | -------------------- | ----------------- |
| Amanda Simeão                                        | Espada individual   | 4º             | Bye                  | COL Aldana V 15–5      | PAR Mendoza V 15–7   | VEN Martínez V 15–11 | ARG Di Tella D 10–15 | Medalha de prata  |
| Ana Beatriz Bulcão                                   | Florete individual  | 1º             | Bye                  | URU Serna V 15–5       | CHI Quinteros V 15–5 | COL Garcia D 9–15    | Não avançou          | Medalha de bronze |
| Gabriela Cecchini                                    | Florete individual  | 1º             | Bye                  | PER Indira Ruiz V 15–3 | ARG Mormandi D 13–15 | Não avançou          | Não avançou          | 5º                |
| Karina Lakerbai                                      | Sabre individual    | 5º             | —                    | BRA Trois D 14–15      | Não avançou          | Não avançou          | Não avançou          | 9º                |
| Karina Trois                                         | Sabre individual    | 4º             | —                    | BRA Lakerbai V 15–14   | PAN Stohrer D 11–15  | Não avançou          | Não avançou          | 5º                |
| Ana Beatriz Bulcão Gabriela Cecchini Mariana Pistoia | Florete por equipes | —              | —                    | —                      | PER Peru V 45–15     | CHI Chile V 45–25    | COL Colômbia V 45–43 | Medalha de ouro   |

### Ginástica

#### Ginástica artística
Masculino
| Atleta                   | Evento | Aparelho | Aparelho | Aparelho | Aparelho | Aparelho | Aparelho | Classificação | Classificação     |
| Atleta                   | Evento | So       | CA       | Ar       | SC       | BP       | BF       | Total         | Pos.              |
| ------------------------ | ------ | -------- | -------- | -------- | -------- | -------- | -------- | ------------- | ----------------- |
| Arthur Zanetti           | Equipe | 12,900   | —        | 14,600 Q | 14,250 Q | —        | —        | 41,750        | 36º               |
| Caio Souza               | Equipe | 12,000   | 13,400   | 14,000 Q | 14,250   | 14,700 Q | 13,150 Q | 81,500        | Medalha de prata  |
| Francisco Barreto Júnior | Equipe | 13,200   | 14,250 Q | 12,400   | 13,650   | 13,750   | 13,600 Q | 80,850        | Medalha de bronze |
| Leonardo de Souza        | Equipe | 12,400   | 13,450   | 12,850   | 13,800   | 13,200   | 12,750   | 78,450        | 5º                |
| Luís Porto               | Equipe | 14,650 Q | 13,250   | —        | 14,150 Q | 13,250   | 12,150   | 66,450        | 21º               |
| Péricles Silva           | Equipe | —        | 14,050 Q | 13,200   | —        | 14,150 Q | 12,950   | 54,350        | 33º               |
| Total                    | Equipe | 52,150   | 55,150   | 54,650   | 56,450   | 55,850   | 52,450   | 326,700       | Medalha de ouro   |

Finais individuais
| Atleta                   | Evento           | Total  | Pos.              |
| ------------------------ | ---------------- | ------ | ----------------- |
| Arthur Zanetti           | Argolas          | 14,950 | Medalha de ouro   |
| Arthur Zanetti           | Salto            | 14,260 | Medalha de ouro   |
| Caio Souza               | Argolas          | 14,280 | Medalha de bronze |
| Caio Souza               | Barras paralelas | 14,930 | Medalha de prata  |
| Caio Souza               | Barra fixa       | 13,950 | Medalha de ouro   |
| Francisco Barreto Júnior | Cavalo com alças | 14,080 | Medalha de ouro   |
| Francisco Barreto Júnior | Barra fixa       | 13,450 | Medalha de bronze |
| Luís Porto               | Solo             | 12,930 | 6º                |
| Luís Porto               | Salto            | 13,990 | 4º                |
| Péricles Silva           | Cavalo com alças | 14,000 | Medalha de prata  |
| Péricles Silva           | Barras paralelas | 13,830 | 4º                |

Feminino
| Atleta          | Evento | Aparelho | Aparelho | Aparelho | Aparelho | Classificação | Classificação     |
| Atleta          | Evento | SC       | BA       | Tr       | So       | Total         | Pos.              |
| --------------- | ------ | -------- | -------- | -------- | -------- | ------------- | ----------------- |
| Anna Júlia Reis | Equipe | —        | —        | 12,767   | 13,433 Q | 26,200        | 28º               |
| Carolyne Pedro  | Equipe | 13,533 Q | 12,430   | 12,467   | 12,967   | 51,397        | 5º                |
| Flávia Saraiva  | Equipe | 13,467   | 13,430 Q | 13,867 Q | 12,133   | 52,897        | Medalha de prata  |
| Jade Barbosa    | Equipe | 13,467   | 12,830 Q | 13,133 Q | 13,033   | 52,463        | Medalha de bronze |
| Luiza Domingues | Equipe | 13,667 Q | 12,167   | —        | —        | 25,834        | 29º               |
| Thais Fidelis   | Equipe | 13,467   | 12,100   | 12,833   | 13,367 Q | 51,767        | 4º                |
| Total           | Equipe | 53,934   | 50,866   | 52,600   | 52,800   | 210,200       | Medalha de ouro   |

Finais individuais
| Atleta          | Evento              | Total  | Pos.             |
| --------------- | ------------------- | ------ | ---------------- |
| Anna Júlia Reis | Solo                | 13,230 | Medalha de prata |
| Carolyne Pedro  | Salto               | 12,800 | 6º               |
| Flávia Saraiva  | Barras assimétricas | 13,950 | Medalha de ouro  |
| Flávia Saraiva  | Trave               | 13,275 | Medalha de ouro  |
| Jade Barbosa    | Barras assimétricas | 13,600 | Medalha de prata |
| Jade Barbosa    | Trave               | 12,750 | Medalha de prata |
| Luiza Domingues | Salto               | 13,250 | Medalha de ouro  |
| Thais Fidelis   | Solo                | 13,425 | Medalha de ouro  |

#### Ginástica rítmica
Individual geral
| Atleta           | Evento           | Qualificação | Qualificação | Qualificação | Qualificação | Qualificação | Qualificação | Final  | Final  | Final  | Final  | Final  | Final            |
| Atleta           | Evento           | Arco         | Bola         | Maças        | Fita         | Total        | Pos.         | Arco   | Bola   | Maças  | Fita   | Total  | Pos.             |
| ---------------- | ---------------- | ------------ | ------------ | ------------ | ------------ | ------------ | ------------ | ------ | ------ | ------ | ------ | ------ | ---------------- |
| Bárbara Domingos | Individual geral | —            | —            | —            | —            | —            | —            | 15,200 | 14,950 | 14,100 | 13,550 | 57,800 | Medalha de prata |
| Bárbara Domingos | Arco             | 12,600       |              |              |              | 12,600 Q     | 5º           | 14,900 |        |        |        | 14,900 | Medalha de prata |
| Bárbara Domingos | Bola             |              | 13,400       |              |              | 13,400 Q     | 2º           |        | 15,600 |        |        | 15,600 | Medalha de ouro  |
| Bárbara Domingos | Maças            |              |              | 14,950       |              | 14,950 Q     | 1º           |        |        | 13,300 |        | 13,300 | 4º               |
| Bárbara Domingos | Fita             |              |              |              | 12,100       | 12,100 Q     | 3º           |        |        |        | 13,450 | 13,450 | Medalha de prata |
| Natália Gaudio   | Individual geral | —            | —            | —            | —            | —            | —            | 16,000 | 16,800 | 15,950 | 14,500 | 63,250 | Medalha de ouro  |
| Natália Gaudio   | Arco             | 15,000       |              |              |              | 15,000 Q     | 1º           | 15,900 |        |        |        | 15,900 | Medalha de ouro  |
| Natália Gaudio   | Bola             |              | 14,600       |              |              | 14,600 Q     | 1º           |        | 14,200 |        |        | 14,200 | 4º               |
| Natália Gaudio   | Maças            |              |              | 14,950       |              | 14,950 Q     | 2º           |        |        | 14,400 |        | 14,400 | Medalha de ouro  |
| Natália Gaudio   | Fita             |              |              |              | 14,500       | 14,500 Q     | 1º           |        |        |        | 15,500 | 15,500 | Medalha de ouro  |

Conjunto
| Atleta                                                                                            | Evento             | Qualificação | Qualificação     | Qualificação | Qualificação | Final   | Final            | Final  | Final           |
| Atleta                                                                                            | Evento             | 5 arcos      | 3 bolas 2 cordas | Total        | Pos.         | 5 arcos | 3 bolas 2 cordas | Total  | Pos.            |
| ------------------------------------------------------------------------------------------------- | ------------------ | ------------ | ---------------- | ------------ | ------------ | ------- | ---------------- | ------ | --------------- |
| Alanis Popper Alessandra Correa Deborah Barbosa Gabriela Ribeiro Gabrielle da Silva Jéssica Maier | Conjunto geral     | —            | —                | —            | —            | 13,200  | 15,800           | 29,000 | Medalha de ouro |
| Alanis Popper Alessandra Correa Deborah Barbosa Gabriela Ribeiro Gabrielle da Silva Jéssica Maier | 5 arcos            | 13,200       |                  | 13,200       | 1º           | 15,150  |                  | 15,150 | Medalha de ouro |
| Alanis Popper Alessandra Correa Deborah Barbosa Gabriela Ribeiro Gabrielle da Silva Jéssica Maier | 3 bolas + 2 cordas |              | 15,800           | 15,800       | 1º           |         | 13,650           | 13,650 | Medalha de ouro |

#### Ginástica de trampolim
| Atleta        | Evento   | Qualificação | Qualificação | Final  | Final           |
| Atleta        | Evento   | Pontos       | Pos.         | Pontos | Pos.            |
| ------------- | -------- | ------------ | ------------ | ------ | --------------- |
| Camilla Gomes | Feminino | 100,480      | 1º           | 51,930 | Medalha de ouro |

### Golfe
| Atleta                        | Evento               | Rodada 1 | Rodada 2 | Rodada 3 | Rodada 4 | Total | Par  | Pos. |
| ----------------------------- | -------------------- | -------- | -------- | -------- | -------- | ----- | ---- | ---- |
| Herik Machado                 | Individual masculino | 79       | 70       | 78       | 68       | 295   | +7   | 9º   |
| Lauren Grinberg               | Individual feminino  | 81       | 83       | 88       | 85       | 337   | +337 | 14º  |
| Herik Machado Lauren Grinberg | Duplas mistas        | 160      | 153      | 166      | 153      | 632   | +632 | 12º  |

### Halterofilismo
Masculino
| Atleta                    | Evento | Arranque  | Arranque | Arremesso | Arremesso | Total | Pos.              |
| Atleta                    | Evento | Resultado | Pos.     | Resultado | Pos.      | Total | Pos.              |
| ------------------------- | ------ | --------- | -------- | --------- | --------- | ----- | ----------------- |
| Vinicius Dias de Carvalho | -69 kg | 121       | 4º       | 163       | 2º        | 284   | Medalha de bronze |
| Marley Linhares           | -85 kg | 130       | 5º       | 155       | 5º        | 285   | 5º                |

Feminino
| Atleta           | Evento | Arranque  | Arranque | Arremesso | Arremesso | Total | Pos.              |
| Atleta           | Evento | Resultado | Pos.     | Resultado | Pos.      | Total | Pos.              |
| ---------------- | ------ | --------- | -------- | --------- | --------- | ----- | ----------------- |
| Emily Figueiredo | -48 kg | 71        | 3º       | 91        | 3º        | 162   | Medalha de bronze |
| Luana Madeira    | -48 kg | 77        | 1º       | 90        | 3º        | 167   | Medalha de prata  |
| Laura Amaro      | -69 kg | 86        | 4º       | 103       | 5º        | 189   | 5º                |

### Handebol
| Atleta | Evento    | Fase de grupos                                        | Fase de grupos | Semifinais           | Final / Disp. Bronze  | Final / Disp. Bronze |
| Atleta | Evento    | Adversário resultado                                  | Pos.           | Adversário resultado | Adversário resultado  | Pos.                 |
| --- | --------- | ----------------------------------------------------- | -------------- | -------------------- | --------------------- | -------------------- |
| Acácio Moreira Filho Alexandro Pozzer Arthur Peão César Almeida Fábio Chiuffa Felipe Borges Felipe Santaela Henrique Teixeira José Guilherme de Toledo Leonardo Ferreira Leonardo Terçariol Oswaldo Guimarães Rogério Ferreira Rudolph Hackbarth Thiago Ponciano Thiagus Petrus dos Santos | Masculino | PER Peru V 50–12 BOL Bolívia V 55–5 CHI Chile V 39–30 | 1º             | URU Uruguai V 41–27  | ARG Argentina V 25–22 | Medalha de ouro      |
| Ana Bolzan e Silva Bárbara Arenhart Bruna de Paula Danielle Joia Dayane Rocha Deonise Fachinello Francielle da Rocha Gabriela Moreschi Jaqueline Anastácio Jéssica Quintino Jéssica Oliveira Mariana Costa Patricia Batista da Silva Patricia Machado Tamires Costa Tamires Morena Lima    | Feminino  | PAR Paraguai V 33–16 URU Uruguai V 25–15              | 1º             | CHI Chile V 30–16    | ARG Argentina V 26–12 | Medalha de ouro      |

### Hipismo

#### Saltos
| Atleta        | Cavalo    | Evento           | Rodada 1 | Rodada 1 | Rodada 2 | Rodada 2 | Rodada 2 | Total    | Total | Desempate | Desempate | Desempate       |
| Atleta        | Cavalo    | Evento           | Pênaltis | Pos.     | Pênaltis | Total    | Pos.     | Pênaltis | Pos.  | Pênaltis  | Tempo     | Pos.            |
| ------------- | --------- | ---------------- | -------- | -------- | -------- | -------- | -------- | -------- | ----- | --------- | --------- | --------------- |
| Sérgio Marins | Valentino | Salto individual | 0        | =1º      | 0        | 0        | =1º      | 0        | =1º   | 4         | 45.21     | Medalha de ouro |

### Hóquei sobre a grama
| Atleta | Evento    | Fase de grupos                                    | Fase de grupos | Semifinais           | Final / Disp. Bronze         | Final / Disp. Bronze |
| Atleta | Evento    | Adversário resultado                              | Pos.           | Adversário resultado | Adversário resultado         | Pos.                 |
| --- | --------- | ------------------------------------------------- | -------------- | -------------------- | ---------------------------- | -------------------- |
| Anderson Gonçalves da Silva André Patrocínio Bruno Paes Bruno Mendonça Fábio Santana Joaquín Lopez Lucas Paixão Matheus Ferreira Matheus Francisco Matheus Oliveira Patrick van der Heijden Paulo Rigueira Paulo Batista Junior Rodrigo Faustino Vinicius Vaz Yuri van der Heijden | Masculino | PER Peru V 2–1 CHI Chile D 0–3 PAR Paraguai V 5–1 | 2º             | ARG Argentina D 0–5  | VEN Venezuela V 2–2 (4–3 SO) | Medalha de bronze    |
| Alexandra dos Santos Alice Coelho Amanda de Oliveira Anna Carolina Maia Camila Lemos Caroline Marson Eloisa Peyloubet Karolina Sluis Mayara Fedrizzi Micaela de Melo Nicole Monteiro Paloma Simon Thalita Cabral Teska Anthonia Tuijt Úrsula dos Santos Wanda Olivares             | Feminino  | ARG Argentina D 0–13 PER Peru V 1–0               | 2º             | URU Uruguai D 0–6    | CHI Chile D 0–7              | 4º                   |

### Judô
Masculino
| Atleta             | Evento  | Grupo único                                                                           | Oitavas de final       | Quartas de final        | Semifinal               | Repescagem            | Bronze                   | Final                    | Final             |
| Atleta             | Evento  | Adversário resultado                                                                  | Adversário resultado   | Adversário resultado    | Adversário resultado    | Adversário resultado  | Adversário resultado     | Adversário resultado     | Pos.              |
| ------------------ | ------- | ------------------------------------------------------------------------------------- | ---------------------- | ----------------------- | ----------------------- | --------------------- | ------------------------ | ------------------------ | ----------------- |
| Robson Penna       | −60 kg  | —                                                                                     | —                      | PAN Hawkins V 010–000   | PER Morocho V 010–000   | —                     | —                        | ECU Preciado D 000–010   | Medalha de prata  |
| Michael Marcelino  | −66 kg  | —                                                                                     | —                      | CHI Millacura V 010–000 | COL Hernández V 010–000 | —                     | —                        | CHI Millacura V 010–000  | Medalha de ouro   |
| David Lima         | −73 kg  | —                                                                                     | —                      | VEN Mattey V 010–000    | COL Navarro V 001–000   | —                     | —                        | PER Wong D 001–010       | Medalha de prata  |
| Tiago Pinho        | −81 kg  | —                                                                                     | —                      | ARG Pérez D 000–010     | Não avançou             | COL Bahamón V 010–000 | URU Aprahamian V 010–000 | Não avançou              | Medalha de bronze |
| Giovani Ferreira   | −90 kg  | —                                                                                     | BOL Gonzales V 010–000 | VEN Peña V 010–000      | COL Balanta V 010–000   | —                     | —                        | PER Villar D 000–010     | Medalha de prata  |
| Leonardo Gonçalves | −100 kg | —                                                                                     | —                      | PER Alvarado V 010–000  | CHI Briceño V 010–000   | —                     | —                        | URU Aprahamian V 010–000 | Medalha de ouro   |
| João Cesarino      | +100 kg | VEN Pineda D 000–010 ECU Figueroa D 000–010 BOL Tang V 010–000 ARG Bermúdez D 000–010 | —                      | —                       | —                       | —                     | —                        | —                        | Medalha de bronze |

Feminino
| Atleta            | Evento | Grupo único                                                                                 | Oitavas de final     | Quartas de final       | Semifinal             | Repescagem           | Bronze                 | Final                 | Final             |
| Atleta            | Evento | Adversário resultado                                                                        | Adversário resultado | Adversário resultado   | Adversário resultado  | Adversário resultado | Adversário resultado   | Adversário resultado  | Pos.              |
| ----------------- | ------ | ------------------------------------------------------------------------------------------- | -------------------- | ---------------------- | --------------------- | -------------------- | ---------------------- | --------------------- | ----------------- |
| Larissa Farias    | −48 kg | —                                                                                           | —                    | CHI Vargas V 010–000   | COL Álvarez D 000–001 | Bye                  | VEN Castillo V 100–000 | Não avançou           | Medalha de bronze |
| Larissa Pimenta   | −52 kg | —                                                                                           | —                    | ARG Elizeche V 010–000 | PAN Pitty V 010–000   | —                    | —                      | PER Gamarra V 010–000 | Medalha de ouro   |
| Gabrielle Gonzaga | −57 kg | —                                                                                           | Bye                  | VEN Machado D 000–010  | Não avançou           | BOL Quispe V 010–000 | ARG Cardozo V 001–000  | Não avançou           | Medalha de bronze |
| Gabriella Moraes  | −63 kg | ECU García V 010–000 ARG Laffeuillade V 010–000 BOL Aguilar V 010–000 VEN Barrios D 000–001 | —                    | —                      | —                     | —                    | —                      | —                     | Medalha de prata  |
| Bruna Campos      | −70 kg | COL Alvear D 000–010 COL Peña D 000–010 PAR Britez V 010–000 PER Figueroa V 010–000         | —                    | —                      | —                     | —                    | —                      | —                     | Medalha de bronze |
| Laislaine Rocha   | −78 kg | —                                                                                           | —                    | ARG Cantero V 010–000  | COL Bonilla V 010–000 | —                    | —                      | ECU Chalá D 000–010   | Medalha de prata  |
| Luiza Cruz        | +78 kg | BOL Ríos V 010–000 ARG Álvarez V 010–000 VEN Hernánzez V 011–000                            | —                    | —                      | —                     | —                    | —                      | —                     | Medalha de ouro   |

### Lutas
Greco-romana masculina
| Atleta                        | Evento | Fase de grupos                                                     | Fase de grupos | Semifinal            | Bronze               | Final                | Final             |
| Atleta                        | Evento | Adversário resultado                                               | Pos.           | Adversário resultado | Adversário resultado | Adversário resultado | Pos.              |
| ----------------------------- | ------ | ------------------------------------------------------------------ | -------------- | -------------------- | -------------------- | -------------------- | ----------------- |
| Joílson de Brito Ramos Júnior | −67 kg | ECU Sánchez V 4–1 BOL Villarroel V 4–0                             | 1º             | COL Horta V 4–1      | —                    | PER Molina V 3–0     | Medalha de ouro   |
| Ângelo Moreira                | −77 kg | PER Soto V 3–1 BOL Nova V 4–0                                      | 1º             | VEN Avendaño D 1–4   | PER Soto V 3–1       | Não avançou          | Medalha de bronze |
| Davi Albino                   | −97 kg | BOL Vaca V 4–1 PER Castillo V 4–0 VEN Pérez D 1–3 COL Loango D 1–3 | —              | —                    | —                    | —                    | Medalha de bronze |

Livre masculina
| Atleta               | Evento | Fase de grupos       | Fase de grupos | Quartas de final     | Semifinal            | Bronze               | Final                | Final |
| Atleta               | Evento | Adversário resultado | Pos.           | Adversário resultado | Adversário resultado | Adversário resultado | Adversário resultado | Pos.  |
| -------------------- | ------ | -------------------- | -------------- | -------------------- | -------------------- | -------------------- | -------------------- | ----- |
| Thales Alves         | −74 kg | —                    | —              | COL Guzmán D 0–4     | Não avançou          | ECU Sánchez D 0–3    | Não avançou          | 5º    |
| Pedro Henrique Rocha | −86 kg | —                    | —              | CHI Gajardo D 1–3    | Não avançou          | Não avançou          | Não avançou          | 7º    |

Livre feminina
| Atleta           | Evento | Fase de grupos                                                         | Fase de grupos | Semifinal            | Bronze               | Final                | Final             |
| Atleta           | Evento | Adversário resultado                                                   | Pos.           | Adversário resultado | Adversário resultado | Adversário resultado | Pos.              |
| ---------------- | ------ | ---------------------------------------------------------------------- | -------------- | -------------------- | -------------------- | -------------------- | ----------------- |
| Giullia Penalber | −57 kg | PAN Aguilera V 5–0 BOL Yupari V 4–0 COL González V 3–1 VEN Sarco V 5–0 | —              | —                    | —                    | —                    | Medalha de ouro   |
| Laís Nunes       | −62 kg | COL Rentería V 3–1 BOL Susano V 4–0                                    | 1º             | ECU Campos V 5–0     | —                    | VEN Grimán V 3–0     | Medalha de ouro   |
| Dailane dos Reis | −68 kg | PER Sovero D 1–3 ECU Ayovi V 5–0                                       | 2º             | VEN Caraballo D 0–4  | VEN Ramírez V 5–0    | Não avançou          | Medalha de bronze |
| Aline Ferreira   | −76 kg | BOL Pacheco V 5–0 VEN Acosta V 3–1 COL Olaya D 0–4 PER Cruz V 5–0      | —              | —                    | —                    | —                    | Medalha de prata  |

### Nado sincronizado
| Atletas                           | Evento | Rotina técnica | Rotina técnica | Rotina livre | Rotina livre | Total    | Pos.             |
| Atletas                           | Evento | Pontos         | Posição        | Pontos       | Posição      | Total    | Pos.             |
| --------------------------------- | ------ | -------------- | -------------- | ------------ | ------------ | -------- | ---------------- |
| Luisa Borges Maria Clara Coutinho | Dueto  | 80,4704        | 2º             | 82,1000      | 1º           | 162,5704 | Medalha de prata |

### Natação
Masculino
| Atleta                                                                            | Evento          | Eliminatórias | Eliminatórias | Final       | Final             |
| Atleta                                                                            | Evento          | Tempo         | Pos.          | Tempo       | Pos.              |
| --------------------------------------------------------------------------------- | --------------- | ------------- | ------------- | ----------- | ----------------- |
| André Luiz de Souza                                                               | 50 m livre      | 23.26         | 4º Q          | 22.80       | Medalha de bronze |
| Breno Correia                                                                     | 50 m livre      | 23.38         | 7º Q          | 23.56       | 8º                |
| André Luiz de Souza                                                               | 100 m livre     | 50.78         | 5º Q          | 50.13       | 4º                |
| Breno Correia                                                                     | 100 m livre     | 49.87         | 1º Q          | 49.40       | Medalha de ouro   |
| André Luiz de Souza                                                               | 200 m livre     | 1:57.33       | 6º Q          | 1:54.34     | 4º                |
| Fernando Scheffer                                                                 | 200 m livre     | 1:56.40       | 2º Q          | 1:50.75     | Medalha de ouro   |
| Fernando Scheffer                                                                 | 400 m livre     | 4:09.57       | 5º Q          | 4:10.66     | 6º                |
| Guilherme Costa                                                                   | 400 m livre     | 4:04.78       | 1º Q          | 3:57.31     | Medalha de ouro   |
| Bruce Hanson Cruz Almeida                                                         | 1500 m livre    | —             | —             | DSQ         | DSQ               |
| Guilherme Costa                                                                   | 1500 m livre    | —             | —             | 15:46.60    | Medalha de prata  |
| Gabriel Fantoni                                                                   | 100 m costas    | 56.76         | 1º Q          | 55.89       | Medalha de ouro   |
| Bruce Hanson Cruz Almeida                                                         | 200 m costas    | 2:11.28       | 8º Q          | 2:10.43     | 7º                |
| Gabriel Fantoni                                                                   | 200 m costas    | 2:08.99       | 2º Q          | 2:04.41     | Medalha de ouro   |
| Yuri Querino                                                                      | 100 m peito     | 1:05.23       | 9º            | Não avançou | Não avançou       |
| Yuri Querino                                                                      | 200 m peito     | 2:36.59       | 9º            | Não avançou | Não avançou       |
| Kauê Carvalho                                                                     | 100 m borboleta | 55.02         | 2º Q          | 53.90       | Medalha de ouro   |
| Matheus Gonche                                                                    | 100 m borboleta | 56.45         | 8º Q          | 54.41       | Medalha de bronze |
| Kauê Carvalho                                                                     | 200 m borboleta | 2:03.36       | 1º Q          | 2:02.37     | Medalha de ouro   |
| Matheus Gonche                                                                    | 200 m borboleta | 2:08.72       | 5º Q          | 2:05.53     | 4º                |
| Bruce Hanson Cruz Almeida                                                         | 200 m medley    | 2:13.04       | 2º            | Desistiu    | Desistiu          |
| Bruce Hanson Cruz Almeida                                                         | 400 m medley    | —             | —             | 4:53.09     | 4º                |
| Guilherme Costa                                                                   | 400 m medley    | —             | —             | DNS         | DNS               |
| Henrique Figueirinha                                                              | 10 km           | —             | —             | 1:56:37.12  | 4º                |
| André Luiz de Souza Breno Correia Fernando Scheffer Marco Antonio Ferreira Junior | 4x100 m livre   | —             | —             | 3:20.13     | Medalha de prata  |
| André Luiz de Souza Breno Correia Fernando Scheffer Kauê Carvalho                 | 4x200 m livre   | —             | —             | 7:31.69     | Medalha de ouro   |
| Breno Correia Gabriel Fantoni Matheus Gonche Yuri Querino                         | 4x100 m medley  | —             | —             | 3:43.15     | Medalha de prata  |

Feminino
| Atleta                                                                | Evento          | Eliminatórias | Eliminatórias | Final   | Final             |
| Atleta                                                                | Evento          | Tempo         | Pos.          | Tempo   | Pos.              |
| --------------------------------------------------------------------- | --------------- | ------------- | ------------- | ------- | ----------------- |
| Clarissa Rodrigues                                                    | 50 m livre      | 26.80         | 6º Q          | 26.20   | 5º                |
| Luanna Oliveira                                                       | 50 m livre      | 26.65         | 4º Q          | 26.51   | 6º                |
| Camila Mello                                                          | 100 m livre     | 57.79         | 3º Q          | 57.85   | 5º                |
| Clarissa Rodrigues                                                    | 100 m livre     | 59.13         | 6º Q          | 57.32   | 4º                |
| Gabrielle Roncatto                                                    | 200 m livre     | 2:09.54       | 5º Q          | 2:04.61 | Medalha de ouro   |
| Rafaela Raurich                                                       | 200 m livre     | 2:05.31       | 1º Q          | 2:04.80 | Medalha de prata  |
| Gabrielle Roncatto                                                    | 400 m livre     | 4:32.77       | 4º Q          | 4:25.70 | Medalha de prata  |
| Rafaela Raurich                                                       | 400 m livre     | 4:31.96       | 3º Q          | 4:28.11 | 4º                |
| Beatriz Dizotti                                                       | 800 m livre     | —             | —             | 9:02.76 | Medalha de bronze |
| Rafaela Raurich                                                       | 800 m livre     | —             | —             | 9:34.24 | 7º                |
| Fernanda Goeij                                                        | 100 m costas    | 1:04.31       | 1º Q          | 1:02.94 | Medalha de prata  |
| Rafaela Raurich                                                       | 100 m costas    | 1:08.10       | 8º Q          | 1:07.73 | 7º                |
| Fernanda Goeij                                                        | 200 m costas    | 2:24.63       | 2º Q          | 2:19.55 | Medalha de prata  |
| Ana Carolina Vieira                                                   | 100 m peito     | 1:12.99       | 1º Q          | 1:11.59 | Medalha de ouro   |
| Bruna Leme                                                            | 100 m peito     | 1:13.82       | 3º Q          | 1:11.84 | Medalha de bronze |
| Beatriz Lysy                                                          | 200 m peito     | 2:47.10       | 4º Q          | 2:35.79 | Medalha de prata  |
| Bruna Leme                                                            | 200 m peito     | 2:42.64       | 2º Q          | 2:35.67 | Medalha de ouro   |
| Clarissa Rodrigues                                                    | 100 m borboleta | 1:03.37       | 4º Q          | 1:02.40 | Medalha de bronze |
| Luanna Oliveira                                                       | 100 m borboleta | 1:03.20       | 3º Q          | 1:03.20 | 5º                |
| Beatriz Dizotti                                                       | 200 m borboleta | —             | —             | 2:18.59 | Medalha de ouro   |
| Bruna Leme                                                            | 200 m borboleta | —             | —             | DNS     | DNS               |
| Bruna Leme                                                            | 200 m medley    | 2:26.51       | 2º Q          | 2:20.88 | Medalha de prata  |
| Gabrielle Roncatto                                                    | 200 m medley    | 2:28.81       | 3º Q          | 2:20.11 | Medalha de ouro   |
| Bruna Leme                                                            | 400 m medley    | —             | —             | 5:04.91 | Medalha de ouro   |
| Fernanda Goeij                                                        | 400 m medley    | —             | —             | 5:20.37 | 5º                |
| Mariana Vignoli                                                       | 10 km           | —             | —             | DNF     | DNF               |
| Ana Carolina Vieira Camila Mello Clarissa Rodrigues Rafaela Raurich   | 4x100 m livre   | —             | —             | 3:50.21 | Medalha de ouro   |
| Ana Carolina Vieira Camila Mello Gabrielle Roncatto Rafaela Raurich   | 4x200 m livre   | —             | —             | 8:31.93 | Medalha de ouro   |
| Ana Carolina Vieira Clarissa Rodrigues Fernanda Goeij Rafaela Raurich | 4x100 m medley  | —             | —             | 4:13.68 | Medalha de ouro   |

### Patinação sobre rodas

#### Patinação artística
| Atleta         | Evento               | Programa curto | Programa curto | Programa livre | Programa livre | Total   | Total           |
| Atleta         | Evento               | Pontos         | Pos.           | Pontos         | Pos.           | Pontos  | Pos.            |
| -------------- | -------------------- | -------------- | -------------- | -------------- | -------------- | ------- | --------------- |
| Gustavo Casado | Individual masculino | 127,000        | 1º             | 124,900        | 1º             | 251,900 | Medalha de ouro |
| Bruna Wurts    | Individual feminino  | 109,100        | 3º             | 119,500        | 1º             | 228,600 | Medalha de ouro |

### Pentatlo moderno
| Atleta                       | Evento            | Natação (200 m livre) | Natação (200 m livre) | Natação (200 m livre) | Esgrima (Espada 1 toque) | Esgrima (Espada 1 toque) | Esgrima (Espada 1 toque) | Hipismo (Saltos) | Hipismo (Saltos) | Hipismo (Saltos) | Evento combinado (Tiro 10m pistola de ar)/(3200m) | Evento combinado (Tiro 10m pistola de ar)/(3200m) | Evento combinado (Tiro 10m pistola de ar)/(3200m) | Total | Total             |
| Atleta                       | Evento            | Tempo                 | PPM                   | Pos.                  | Res.                     | PPM                      | Pos.                     | Pen.             | PPM              | Pos.             | Tempo                                             | PPM                                               | Pos.                                              | PPM   | Pos.              |
| ---------------------------- | ----------------- | --------------------- | --------------------- | --------------------- | ------------------------ | ------------------------ | ------------------------ | ---------------- | ---------------- | ---------------- | ------------------------------------------------- | ------------------------------------------------- | ------------------------------------------------- | ----- | ----------------- |
| Victor Aguiar                | Masculino         | 2:14.17               | 282                   | 6º                    | 14–5                     | 259                      | 3º                       | 42               | 258              | 9º               | 13:09.00                                          | 511                                               | 4º                                                | 1310  | 4º                |
| Iêda Guimarães               | Feminino          | 2:37.81               | 235                   | 6º                    | 19–5                     | 266                      | 3º                       | 14               | 286              | 3º               | 15:44.00                                          | 356                                               | 4º                                                | 1143  | Medalha de bronze |
| Victor Aguiar Iêda Guimarães | Revezamento misto | 2:08.98               | 293                   | 2º                    | 25–15                    | 235                      | 1º                       | 42               | 249              | 3º               | 13:09.00                                          | 511                                               | 1º                                                | 1288  | Medalha de ouro   |

### Remo
Masculino
| Equipe                        | Evento           | Eliminatórias | Eliminatórias | Repescagem | Repescagem | Final   | Final             |
| Equipe                        | Evento           | Tempo         | Pos.          | Tempo      | Pos.       | Tempo   | Pos.              |
| ----------------------------- | ---------------- | ------------- | ------------- | ---------- | ---------- | ------- | ----------------- |
| Emanuel Borges                | Skiff simples    | 7:59.44       | 1º F          | —          | —          | 8:32.97 | 6º                |
| Emanuel Borges Evaldo Morais  | Skiff duplo leve | —             | —             | —          | —          | 7:03.29 | Medalha de bronze |
| Ailson da Silva Evaldo Morais | Dois sem         | —             | —             | —          | —          | 7:41.69 | Medalha de bronze |

Feminino
| Equipe                                  | Evento             | Tempo   | Pos.              |
| --------------------------------------- | ------------------ | ------- | ----------------- |
| Dayane Pacheco dos Santos               | Skiff simples      | DNS     | DNS               |
| Vanessa Cozzi                           | Skiff simples leve | 8:40.70 | 4º                |
| Dayane Pacheco dos Santos Vanessa Cozzi | Skiff duplo        | 7:42.19 | Medalha de bronze |
| Caroline Corado Vanessa Cozzi           | Skiff duplo leve   | 8:29.67 | Medalha de bronze |

### Rugby sevens
| Atleta | Evento    | Fase única | Fase única      |
| Atleta | Evento    | Adversário resultado                                                                                                  | Pos.            |
| --- | --------- | --- | --------------- |
| Daniel Lima da Silva Douglas Rauth Gustavo Albuquerque Lucas Duque Mateus Tavares Matheus Daniel Moisés Duque Robert Santos Stefano Giantorno victor Souza Silva Lucas Romeu Thiago Evaristo                    | Masculino | URU Uruguai E 14–14 ARG Argentina D 7–24 PAR Paraguai V 31–7 COL Colômbia V 19–17 BOL Bolívia V 75–7 CHI Chile D 0–52 | 4º              |
| Amanda Araújo Beatriz Futuro Muhlbauer Bianca Silva Eshyllen Cardoso Haline Scatrut Isadora Cerullo Leila dos Santos Silva Luiza Campos Mariana Nicolau da Silva Rafaela Zanellato Raquel Kochhann Thalia Costa | Feminino  | COL Colômbia V 34–0 PAR Paraguai V 42–12 URU Uruguai V 47–0 PER Peru V 43–0 BOL Bolívia V 65–0 ARG Argentina V 34–5   | Medalha de ouro |

### Saltos ornamentais
Masculino
| Equipe             | Evento                     | Pontos | Pos.             |
| ------------------ | -------------------------- | ------ | ---------------- |
| Isaac Souza Filho  | Plataforma 10 m individual | 391,65 | Medalha de prata |
| Jackson Rondinelli | Plataforma 10 m individual | 312,45 | 5º               |

Feminino
| Equipe                              | Evento                       | Pontos | Pos.              |
| ----------------------------------- | ---------------------------- | ------ | ----------------- |
| Giovanna Pedroso                    | Plataforma 10 m individual   | 263,50 | 4º                |
| Ingrid de Oliveira                  | Plataforma 10 m individual   | 293,90 | Medalha de ouro   |
| Giovanna Pedroso Ingrid de Oliveira | Plataforma 10 m sincronizado | 213,93 | Medalha de bronze |

### Taekwondo
Masculino
| Atleta               | Evento | Oitavas              | Quartas              | Semifinais           | Final                | Final             |
| Atleta               | Evento | Adversário resultado | Adversário resultado | Adversário resultado | Adversário resultado | Pos.              |
| -------------------- | ------ | -------------------- | -------------------- | -------------------- | -------------------- | ----------------- |
| Paulo Ricardo Soares | −58 kg | —                    | Bye                  | VEN Granado D 13–17  | Não avançou          | Medalha de bronze |
| Maicon de Andrade    | +80 kg | —                    | Bye                  | ECU Perea V 23–14    | ARG Sío V 13–0       | Medalha de ouro   |

Feminino
| Atleta              | Evento | Oitavas              | Quartas                    | Semifinais           | Final                | Final             |
| Atleta              | Evento | Adversário resultado | Adversário resultado       | Adversário resultado | Adversário resultado | Pos.              |
| ------------------- | ------ | -------------------- | -------------------------- | -------------------- | -------------------- | ----------------- |
| Camila Bezerra      | −49 kg | —                    | ARG Tournier V 11–11 (2–1) | VEN Dellán D 2–15    | Não avançou          | Medalha de bronze |
| Caroline dos Santos | +57 kg | PER Alvarado V 23–3  | VEN Martínez V 17–8        | COL Gómez V 24–9     | PAN Carstens V 25–22 | Medalha de ouro   |

### Tênis de mesa
Masculino
| Atleta                 | Evento     | Fase de grupos       | Fase de grupos       | Fase de grupos       | Fase de grupos | Oitavas de final     | Quartas de final           | Semifinal                     | Final                | Final             |
| Atleta                 | Evento     | Adversário resultado | Adversário resultado | Adversário resultado | Pos.           | Adversário resultado | Adversário resultado       | Adversário resultado          | Adversário resultado | Pos.              |
| ---------------------- | ---------- | -------------------- | -------------------- | -------------------- | -------------- | -------------------- | -------------------------- | ----------------------------- | -------------------- | ----------------- |
| Eric Jouti             | Individual | GUY Britton V 3–2    | PER Blas V 3–0       | BOL Lizarazu V 3–0   | 1º             | ARG Alto V 4–1       | PAR Aguirre D 2–4          | Não avançou                   | Não avançou          | 5º                |
| Thiago Monteiro        | Individual | ECU Espinoza V 3–1   | ARG Alto V 3–1       | URU Palou V 3–0      | 1º             | CHI Gómez D 1–4      | Não avançou                | Não avançou                   | Não avançou          | 9º                |
| Vitor Ishiy            | Individual | BOL Gareca V 3–0     | CHI Lamadrid V 3–1   | URU Moleda V 3–0     | 1º             | PAR Toranzos V 4–2   | PER Blas V 4–0             | CHI Gómez V 4–3               | CHI Lamadrid V 4–2   | Medalha de ouro   |
| Eric Jouti Vitor Ishiy | Duplas     | —                    | —                    | —                    | —              | Bye                  | VEN Correa VEN Navas V 3–1 | PAR Gavilán PAR Aguirre D 3–4 | Não avançou          | Medalha de bronze |

Feminino
| Atleta                         | Evento     | Fase de grupos       | Fase de grupos       | Fase de grupos       | Fase de grupos | Oitavas de final     | Quartas de final          | Semifinal                    | Final                      | Final            |
| Atleta                         | Evento     | Adversário resultado | Adversário resultado | Adversário resultado | Pos.           | Adversário resultado | Adversário resultado      | Adversário resultado         | Adversário resultado       | Pos.             |
| ------------------------------ | ---------- | -------------------- | -------------------- | -------------------- | -------------- | -------------------- | ------------------------- | ---------------------------- | -------------------------- | ---------------- |
| Bruna Takahashi                | Individual | VEN Niño V 3–0       | ECU Paredes V 3–2    | BOL Paz V 3–0        | 1º             | ARG Argüelles V 4–0  | PER Mori V 4–1            | CHI Ortega D 2–4             | BRA Gui V 4–2              | Medalha de ouro  |
| Gui Lin                        | Individual | COL Echeverry V 3–0  | GUY Edghill V 3–1    | BOL Cortez V 3–0     | 1º             | GUY Lowe V 4–0       | CHI Morales V 4–2         | COL Zuluaga D 2–4            | BRA Takashi D 2–4          | Medalha de prata |
| Jessica Yamada                 | Individual | CHI Lamadrid V 4–2   | CHI Vega D 0–3       | GUY Cummings V 3–0   | 2º             | CHI Ortega D 3–4     | Não avançou               | Não avançou                  | Não avançou                | 9º               |
| Bruna Takahashi Jessica Yamada | Duplas     | —                    | —                    | —                    | —              | Bye                  | VEN Arvelo VEN Niño V 3–0 | COL Zuluaga COL Medina V 4–0 | CHI Morales CHI Vega V 4–3 | Medalha de ouro  |

Misto
| Atleta                         | Evento        | Primeira rodada      | Oitavas de final              | Quartas de final            | Semifinal                         | Final                         | Final           |
| Atleta                         | Evento        | Adversário resultado | Adversário resultado          | Adversário resultado        | Adversário resultado              | Adversário resultado          | Pos.            |
| ------------------------------ | ------------- | -------------------- | ----------------------------- | --------------------------- | --------------------------------- | ----------------------------- | --------------- |
| Bruna Takahashi Vitor Ishiy    | Duplas mistas | Bye                  | VEN Arvelo VEN Navas V 3–2    | PAR Gómez PAR Aguirre V 3–0 | ARG Argüelles ARG Cifuentes V 4–3 | COL Villegas COL Medina V 4–2 | Medalha de ouro |
| Jessica Yamada Thiago Monteiro | Duplas mistas | Bye                  | ECU Salazar ECU Riofrio V 2–3 | Não avançou                 | Não avançou                       | Não avançou                   | 9º              |

Equipes
| Atletas                                | Evento    | Fase de Grupos       | Fase de Grupos       | Fase de Grupos | Quartas de final     | Semifinal            | Final                | Final           |
| Atletas                                | Evento    | Adversário resultado | Adversário resultado | Pos.           | Adversário resultado | Adversário resultado | Adversário resultado | Pos.            |
| -------------------------------------- | --------- | -------------------- | -------------------- | -------------- | -------------------- | -------------------- | -------------------- | --------------- |
| Eric Jouti Thiago Monteiro Vitor Ishiy | Masculino | VEN Venezuela D 2–3  | PER Peru V 3–0       | 2º             | Bye                  | ARG Argentina V 3–2  | CHI Chile V 3–0      | Medalha de ouro |
| Bruna Takahashi Gui Lin Jessica Yamada | Feminino  | VEN Venezuela V 3–1  | PER Peru V 3–0       | 1º             | Bye                  | COL Colômbia V 3–1   | CHI Chile V 3–2      | Medalha de ouro |

### Tiro
Masculino
| Atleta                         | Evento                      | Qualificação | Qualificação | Final       | Final             |
| Atleta                         | Evento                      | Pontos       | Pos.         | Pontos      | Pos.              |
| ------------------------------ | --------------------------- | ------------ | ------------ | ----------- | ----------------- |
| Júlio Almeida                  | Pistola de ar 10 m          | 579          | 1º Q         | 211,5       | Medalha de bronze |
| Emerson Duarte                 | Tiro rápido 25 m            | 565          | 1º Q         | 24          | Medalha de ouro   |
| Vladimir Silveira              | Tiro rápido 25 m            | 546          | 7º           | Não avançou | Não avançou       |
| Bruno Heck                     | Carabina de ar 10 m         | 613,2        | 5º Q         | 198,3       | 4º                |
| Cassio Rippel                  | Carabina de ar 10 m         | 602,6        | 7º Q         | 156,6       | 6º                |
| Bruno Heck                     | Carabina três posições 50 m | 1169         | 1º Q         | 411         | 4º                |
| Cassio Rippel                  | Carabina três posições 50 m | 1155         | 4º Q         | 401,2       | 5º                |
| Jaison Santin                  | Fossa olímpica              | 116          | 6º Q         | 29          | 4º                |
| Roberto Schmits                | Fossa olímpica              | 120          | 2º Q         | 34          | Medalha de bronze |
| José Carlos Vendruscolo Junior | Skeet                       | 113          | 6º Q         | 15          | 6º                |

Feminino
| Atleta          | Evento              | Qualificação | Qualificação | Final  | Final             |
| Atleta          | Evento              | Pontos       | Pos.         | Pontos | Pos.              |
| --------------- | ------------------- | ------------ | ------------ | ------ | ----------------- |
| Rachel Silveira | Pistola de ar 10 m  | 550          | 6º Q         | 131,2  | 7º                |
| Rachel Silveira | Pistola 25 m        | 280          | 5º Q         | 276    | 7º                |
| Geovana Meyer   | Carabina de ar 10 m | 603,9        | 8º Q         | 116,4  | 8º                |
| Janice Teixeira | Fossa olímpica      | 98           | 2º Q         | 23     | Medalha de bronze |
| Geórgia Bastos  | Skeet               | 109          | 3º Q         | 50     | Medalha de ouro   |

Misto
| Atleta                          | Evento              | Qualificação | Qualificação | Final  | Final             |
| Atleta                          | Evento              | Pontos       | Pos.         | Pontos | Pos.              |
| ------------------------------- | ------------------- | ------------ | ------------ | ------ | ----------------- |
| Júlio Almeida Rachel Silveira   | Pistola de ar 10 m  | 750          | 2º Q         | 467,8  | Medalha de prata  |
| Bruno Heck Geovana Meyer        | Carabina de ar 10 m | 808,5        | 5º Q         | 417,8  | Medalha de bronze |
| Roberto Schmits Janice Teixeira | Fossa olímpica 10 m | 139          | 2º Q         | 35     | Medalha de prata  |

### Tiro com arco
Masculino
| Atleta                                                            | Evento             | Fase de Ranking | Fase de Ranking | Fase de 32           | Oitavas              | Quartas              | Semifinais           | Final / Disp. Bronze | Final / Disp. Bronze |
| Atleta                                                            | Evento             | Placar          | Pos.            | Adversário Resultado | Adversário Resultado | Adversário Resultado | Adversário Resultado | Adversário Resultado | Pos.                 |
| ----------------------------------------------------------------- | ------------------ | --------------- | --------------- | -------------------- | -------------------- | -------------------- | -------------------- | -------------------- | -------------------- |
| Edson Kim                                                         | Individual recurvo | 646             | 5º              | Bye                  | COL Pila V 6–2       | COL Pineda D 4–6     | Não avançou          | Não avançou          | Não avançou          |
| Gustavo dos Santos                                                | Individual recurvo | 638             | 11º             | BOL Gamarra V 6–0    | CHI Soto D 4–6       | Não avançou          | Não avançou          | Não avançou          | Não avançou          |
| Lugui Cruz                                                        | Individual recurvo | 640             | 10º             | Bye                  | PAR Benítez D 4–6    | Não avançou          | Não avançou          | Não avançou          | Não avançou          |
| Edson Jin Su Kim Gustavo Paulino dos Santos Lugui Barroso da Cruz | Equipes recurvo    | 1924            | 3º              | —                    | —                    | BOL Bolívia V 6–0    | CHI Chile V 5–3      | COL Colômbia D 2–6   | Medalha de prata     |

Feminino
| Atleta                                                          | Evento             | Fase de Ranking | Fase de Ranking | Fase de 32           | Oitavas              | Quartas              | Semifinais           | Final / Disp. Bronze | Final / Disp. Bronze |
| Atleta                                                          | Evento             | Placar          | Pos.            | Adversário Resultado | Adversário Resultado | Adversário Resultado | Adversário Resultado | Adversário Resultado | Pos.                 |
| --------------------------------------------------------------- | ------------------ | --------------- | --------------- | -------------------- | -------------------- | -------------------- | -------------------- | -------------------- | -------------------- |
| Ana Clara Machado                                               | Individual recurvo | 604             | 9º              | Bye                  | CHI González V 15–11 | COL Rendón V 6–2     | COL Contreras V 6–0  | BRA Santos D 5–6     | Medalha de prata     |
| Ana Luiza Caetano                                               | Individual recurvo | 594             | 11º             | BOL Zurita V 7–1     | VEN Méndez D 3–7     | Não avançou          | Não avançou          | Não avançou          | Não avançou          |
| Graziela dos Santos                                             | Individual recurvo | 645             | 1º              | Bye                  | ARG Carozza V 6–0    | CHI Andrades V 6–4   | VEN Méndez V 6–2     | BRA Machado V 6–5    | Medalha de ouro      |
| Ana Clara Machado Ana Luiza Caetano Graziela Paulino dos Santos | Equipes recurvo    | 1843            | 2º              | —                    | —                    | Bye                  | CHI Chile V 6–0      | COL Colômbia V 5–3   | Medalha de ouro      |

Misto
| Atleta                        | Evento          | Fase de Ranking | Fase de Ranking | Quartas              | Semifinais           | Final / Disp. Bronze | Final / Disp. Bronze |
| Atleta                        | Evento          | Placar          | Pos.            | Adversário Resultado | Adversário Resultado | Adversário Resultado | Pos.                 |
| ----------------------------- | --------------- | --------------- | --------------- | -------------------- | -------------------- | -------------------- | -------------------- |
| Edson Kim Graziela dos Santos | Equipes recurvo | 1291            | 2º              | BOL Bolívia V 5–1    | VEN Venezuela D 0–6  | COL Colômbia D 2–6   | 4º                   |

### Triatlo
| Atleta                                                            | Evento            | Natação | Trans 1 | Ciclismo | Trans 2 | Corrida | Total   | Pos.              |
| ----------------------------------------------------------------- | ----------------- | ------- | ------- | -------- | ------- | ------- | ------- | ----------------- |
| Kauê Cardoso                                                      | Masculino         | 10:51   | 1:09    | 26:29    | 0:49    | 16:12   | 55:30   | Medalha de ouro   |
| Manoel dos Santos Júnior                                          | Masculino         | 10:34   | 1:19    | 26:36    | 0:39    | 17:21   | 56:29   | Medalha de bronze |
| Luísa Duarte                                                      | Feminino          | 11:53   | 1:22    | 28:35    | 0:45    | 19:26   | 1:02:01 | Medalha de prata  |
| Vittoria Lopes                                                    | Feminino          | 11:21   | 1:26    | 29:03    | 0:44    | 20:36   | 1:03:10 | 4º                |
| Kauê Cardoso Manoel dos Santos Júnior Luísa Duarte Vittoria Lopes | Revezamento misto | 17:35   | 2:43    | 33:39    | 2:46    | 20:09   | 1:16:52 | Medalha de ouro   |

### Vela
| Atleta                       | Evento          | Regata | Regata | Regata | Regata | Regata | Regata | Regata | Regata | Regata | Pontos | Pos.            |
| Atleta                       | Evento          | 1      | 2      | 3      | 4      | 5      | 6      | 7      | 8      | 9      | Pontos | Pos.            |
| ---------------------------- | --------------- | ------ | ------ | ------ | ------ | ------ | ------ | ------ | ------ | ------ | ------ | --------------- |
| João Pedro de Oliveira       | Laser masculino | 1      | 9      | 1      | 1      | 1      | 1      | 2      | 4      | 3      | 23     | Medalha de ouro |
| Juliana Duque Rafael Rizatto | Snipe           | 2      | 3      | 3      | 1      | 1      | 1      | 1      | 2      | 7      | 21     | Medalha de ouro |